# Distretto di Acostambo
Il distretto di Acostambo è uno dei sedici distretti della provincia di Tayacaja, in Perù. Si trova nella regione di Huancavelica e si estende su una superficie di 168.06 chilometri quadrati.